# Śniadków Górny A
Śniadków Górny A (prononciation : [ˈɕɲatkuf ˈɡurnɨ ˈa]) est un village polonais de la gmina de Sobienie-Jeziory dans le powiat d'Otwock de la voïvodie de Mazovie dans le centre-est de la Pologne.
Il se situe à environ 3 kilomètres au sud-ouest de Kołbiel (siège de la gmina), 23 km au sud d'Otwock (siège du powiat) et à 39 km au sud-est de Varsovie (capitale de la Pologne).
Le village compte approximativement une population de 200 habitants.

## Histoire
De 1975 à 1998, le village appartenait administrativement à la voïvodie de Siedlce.